# شارون ديكسما
شارون ديكسما (مواليد 1971)، هي سياسية هولندية تنتمي لحرب العمل الهولندي وتشغل منصب محافظ المواصلات بمدينة أمستردام.
عملت سابقًا كوزيرة دولة للبنية التحتية والبيئة في حكومة روتا الثانية ، ووزيرة الدولة للشؤون الاقتصادية في تلك الوزارة ووزيرة الدولة للتعليم في حكومة بالكينيندي الرابعة ولعدة فترات في مجلس النواب.